# Gymnogramma oregana
Gymnogramma oregana là một loài dương xỉ trong họ Pteridaceae. Loài này được Nutt. mô tả khoa học đầu tiên.
Danh pháp khoa học của loài này chưa được làm sáng tỏ. 